# Troupe de la Comédie-Française en 1739

## Composition de la troupe de laComédie-Françaiseen1739
L'année théâtrale commence le 10 avril 1739 (veille des Rameaux) et se termine le 14 avril 1740.
| Acteurs                | Actrice             |
| ---------------------- | ------------------- |
| Dangeville             | Dangeville tante    |
| Quinault-Dufresne      | Quinault            |
| Duchemin               | Jouvenot            |
| Le Grand de Belleville | La Thorillière      |
| Armand                 | Du Breuil           |
| Poisson De Roinville   | La Motte            |
| Du Breuil              | Du Boccage          |
| Montmény               | Baron               |
| Grandval               | Dangeville la jeune |
| Sarrazin               | Gaussin             |
| Dangeville cadet       | Grandval            |
| Fierville              | Connell             |
| Dubois                 | Poisson             |
|                        | Dumesnil            |

## Source
- Base documentaire La Grangesur le site de la Comédie-Française.
- Les Comeddiens Du Roi de la Trope Francaise
- LA TROUPE À TRAVERS LES SIÈCLES